# Ceradocus (Denticeradocus) greeni
Ceradocus (Denticeradocus) greeni is een vlokreeftensoort uit de familie van de Maeridae. De wetenschappelijke naam van de soort is voor het eerst geldig gepubliceerd in 2005 door Appadoo & Myers.